# Павловское (Попонаволоцкое сельское поселение)
Павловское — село в Вельском районе Архангельской области. Входит в состав муниципального образования «Попонаволоцкое».

## География
Деревня расположена в южной части Архангельской области, в таёжной зоне, в пределах северной части Русской равнины, в 90 километрах на север от города Вельска, на берегу озера Попонаволоцкое. Ближайшие населённые пункты: на северо-западе примыкает деревня Березник, на юго-западе деревня Угрюмовская, на востоке деревня Плечиха.
Часовой пояс
Павловское, как и вся Архангельская область, находится в часовой зоне МСК (московское время). Смещение применяемого времени относительно UTC составляет +3:00.

## Население
| 2002 | 2010 | 2012 | 2014 |
| ---- | ---- | ---- | ---- |
| 113  | ↘95  | ↗110 | ↗114 |

## История
В селе находились храмы Попонаволоцкого прихода, который упоминается с 1619 года. В памятной книге прихода указано, что в 1626 году была построена церковь, вероятно, взамен построенной ранее. В 1676 году по причине массового мора скота была построена церковь в честь мучеников Флора и Лавра. 
На конец 19-го века в селе находилось два храма:
- Церковь Николая Чудотворца — каменная церковь, строительство началось 18 августа 1886 года.
- Церковь великомученицы Параскевы — деревянный храм 1860 года постройки, возведён взамен сгоревшего в 1847 году.

В советское время оба храма утрачены.
В «Списке населенных мест Архангельской губернии на 1 мая 1922 года» поселение записано как дер.Павловская(Погостъ), в которой 32 двора, 86 мужчин и 93 женщины населения. В административном отношении деревня входила в состав Попонаволоцкого сельского общества Благовещенской волости Шенкурского уезда. Также указано, что в деревне находится Земская (разгонная) станция, школа и церковь.